# Fushigi na Melmo
Marvelous Melmo (ふしぎなメルモ, Fushigi na Merumo) is een maho shojo manga van Osamu Tezuka. Hij werd oorspronkelijk uitgegeven van september 1970 tot maart 1972 in Shogakukan's Shogaku-Ichinensei tijdschrift. In 1971-1972 produceerde Tezuka Productions een anime op basis van de strip. Deze was geregisseerd door Tsunehito Nagaki en Tezuka zelf en bestond uit 26 afleveringen.

## Verhaal
Nadat haar moeder sterft bij een auto-ongeluk, neemt de negenjarige Melmo de zorg over haar twee jongere broertjes, Totoo en Touch, op. In de Hemel mag hun moeder van God één wens doen. Ze wenst dat haar kinderen sneller opgroeien dan normaal, omdat hun leven als kinderen moeilijk is zonder ouders.
Melmo's moeder bezoekt Melmo als geest en schenkt haar een fles met rode en blauwe snoepjes van God. Het blauwe snoep verandert Melmo in een 19-jarig meisje. Met het rode snoep verandert ze terug in een kind. Wanneer Melmo allebei tegelijkertijd eet, verandert ze eerst in een foetus en daarna in een dier naar keuze.

## Ontvangst
Hoewel de meeste afleveringen van de anime avonturenverhalen waren, diende de reeks ook als een introductie tot seksuele opvoeding en de Darwinistische evolutieleer. De tekenfilm werd hierdoor enkel in Japan en Italië (I bon bon magici di Lilly) uitgezonden. 
Wanneer Melmo van leeftijd verandert in de anime, past haar kleding zich niet aan naar haar nieuwe lichaam. Dit soort scènes liet weinig aan de verbeelding over. De manga was hier meer onschuldig in: Melmo's kleding veranderde naargelang zij dat zelf wilde wanneer ze transformeerde (zoals bijvoorbeeld in een politie-uniform of een feeënkostuum).
Door de combinatie van deze zaken werd de anime negatief ontvangen door Japanse ouders. De reeks riep namelijk bepaalde vragen bij kinderen op waarvan hun ouders zich niet comfortabel genoeg voelden om ze te beantwoorden.
Bij de eerste publicatie van de manga in 1970 droeg hij de titel Mamaa-chan. Om legale redenen werd de naam echter veranderd naar "Melmo" (van het woord "metamorphose") omdat iemand anders reeds de rechten tot de naam "Mamaa-chan"" bezat.

## Andere verschijningen
Het personage Melmo maakte deel uit van Tezuka's Sterrenstelsel: hij hergebruikte zijn personages in verschillende manga in verschillende rollen, vergelijkbaar met hoe filmsterren verschillende rollen spelen in verschillende films. Melmo komt als zowel kind als volwassene voor in andere Tezuka-manga uit de jaren zeventig, dit voornamelijk in Black Jack. De volwassen Melmo speelt ook twee verschillende vrouwen in de manga Apollo's Song.